# Krajenka
Krajenka (prononciation : [kraˈjɛŋka], en allemand : Krojanke) est une ville de Pologne, située dans la voïvodie de Grande-Pologne. Elle est le chef-lieu de la gmina de Krajenka, dans le powiat de Złotów.
Elle se situe à 15 kilomètres au sud de Złotów (siège du powiat) et à 126 kilomètres au nord de Poznań (capitale régionale).

## Géographie
Dans la région géographique de la Poméranie, mais administrative de la Grande-Pologne, Krajenka se situe au bord de la Głomia (pl). Elle est au cœur de la région géographique appelée Krajna (de).

## Histoire
De 1818 à 1945, Krojanke fait partie de l'arrondissement de Flatow (de) dans le district de Marienwerder au sein de la province de Prusse-Occidentale.
De 1975 à 1998, la ville faisait partie du territoire de la voïvodie de Piła. Depuis 1999, elle fait partie du territoire de la voïvodie de Grande-Pologne.

## Monument

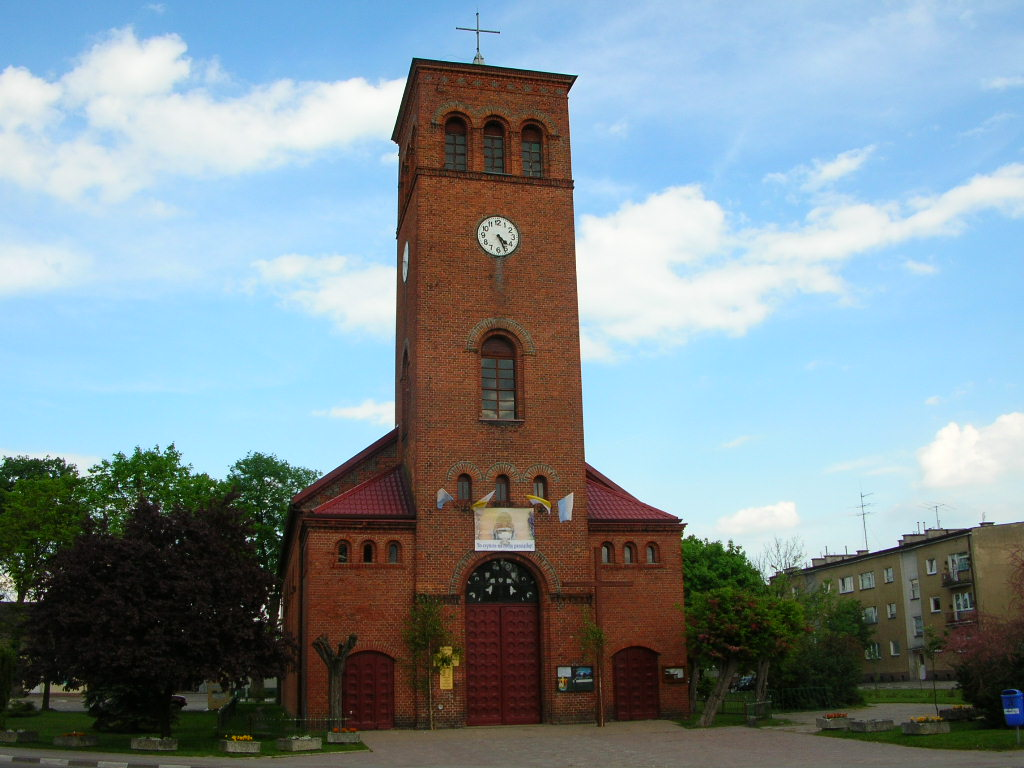
L'église évangélique Saint Joseph.

- l'église Sainte Anne, construite à la fin du XVIIIe siècle.
- l'église évangélique Saint Joseph, construite en 1846.

## Voies de communications
La route voïvodale 188 (de) (qui relie Piła à Człuchów) ainsi que la route voïvodale 190 (de) (qui relie Krajenka à Gniezno) passent par la ville.
La ligne ferroviaire n°203 passe par la ville.